# Stockholm Open 1999
Lo Stockholm Open 1999 è stato un torneo di tennis giocato sul cemento indoor. 
È stata la 31ª edizione dello Stockholm Open, che fa parte della categoria International Series nell'ambito dell'ATP Tour 1999.
Il torneo si è giocato al Kungliga tennishallen di Stoccolma in Svezia, dall'8 al 14 novembre 1999.

## Campioni

### Singolare
Thomas Enqvist ha battuto in finale  Magnus Gustafsson con il punteggio di 6–3, 6–4, 6–2

### Doppio
Piet Norval /  Kevin Ullyett hanno battuto in finale  Jan-Michael Gambill /  Scott Humphries con il punteggio di 7–5, 6–3